# Пиер Рестани
Пиер Рестани (на френски: Pierre Restany) е международно признат френски художествен критик, куратор и културен философ. Инициатор и теоретик на движението на „Новия реализъм“ (Nouveau réalisme) от началото на 1960-те години.
През 1996 г. е член на международното жури на „Триенале на живописта“ в София.

## Биография
Роден е на 24 юни 1930 година в Амели ле Бен Палалда, Източни Пиренеи, Франция. Детството си прекарва в Казабланка, Мароко.
След завръщането си във Франция през 1949 г. следва в лицея „Анри IV“ и в университети във Франция, Италия и Ирландия. Още при първата си среща с Ив Клайн през 1955 г. Рестани става негов сподвижник.
Умира на 29 май 2003 година в Париж на 72-годишна възраст. Погребан е в гробището в Монпарнас.